# Duc d'Aveiro
 (mars 2023).
Si vous disposez d'ouvrages ou d'articles de référence ou si vous connaissez des sites web de qualité traitant du thème abordé ici, merci de compléter l'article en donnant les références utiles à sa vérifiabilité et en les liant à la section « Notes et références ».

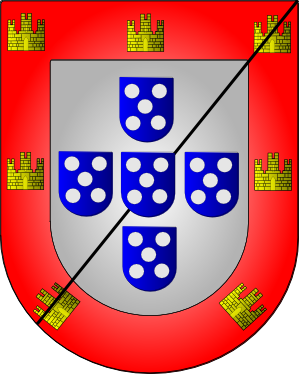
Les armes des Lencastre, titulaires du duché d'Aveiro, sont celles du royaume de Portugal agrémentées d'un bâton de batardise.

Le titre de duc d'Aveiro est créé avant 1535 par le roi Jean III de Portugal, ou plus vraisemblablement par son père Manuel Ier, en faveur de Jean, fils aîné de George de Lancastre, 2e duc de Coimbra et fils illégitime de Jean II.

## Liste des ducs d'Aveiro
1. Jean de Lancastre (1501–1571) ;
2. George de Lancastre (1548–1578) ;
3. Julienne de Lancastre (1560–1636) ;
4. Raymond de Lencastre (es) (1620–1666) ;
5. Pierre de Lancastre (1608–1673) ;
6. Marie de Lancastre (1630–1715) ;
7. Gabriel de Lancastre (1667–1745) ;
8. Joseph de Mascarenhas da Silva et Lancastre (1708–1759).

Le titre disparaît en 1759 sur instruction royale et décision de justice avec la condamnation du huitième titulaire, convaincu d'avoir ourdi un complot contre la personne du roi Joseph Ier. Une tentative de régicide manquée contre la personne de Joseph Ier est à l'origine du procès des Távora qui a débouché sur l’exécution des membres de cette famille et la destruction de l'ensemble des biens du duc d'Aveiro.
Des controverses existent quant à la réalité de ce complot, qui a permis au premier ministre de l'époque, le fameux marquis de Pombal d'éliminer une famille rivale, de ligoter la haute noblesse du royaume et d'expulser les jésuites du pays.